# 韓紹勳
韓紹勛（？—？），幽州安次縣人，辽国汉族官员。韓延徽的曾孫，韓德樞之孫。韓紹芳、韓紹雍之兄。

## 经历
官至東京戶部使。当时渤海国后人大延琳叛辽，建立兴辽国。兴辽军将韩绍勋抓住，韩绍勋坚贞不屈，被敌军用锯肢解，愤骂至死。

## 资料
- 《辽史》卷七十四 列传第四